# Old Fig Garden (Kalifornija)
Old Fig Garden je naseljeno područje za statističke svrhe u američkoj saveznoj državi Kalifornija. Prema popisu stanovništva iz 2010. u njemu je živjelo 5.365 stanovnika.